# Heterogorgia uatumani
Heterogorgia uatumani är en korallart som beskrevs av Barreira e Castro 1990. Heterogorgia uatumani ingår i släktet Heterogorgia och familjen Plexauridae. Inga underarter finns listade i Catalogue of Life.